# Kirche Hl. Apostel Peter und Paul (Donji Tovarnik)

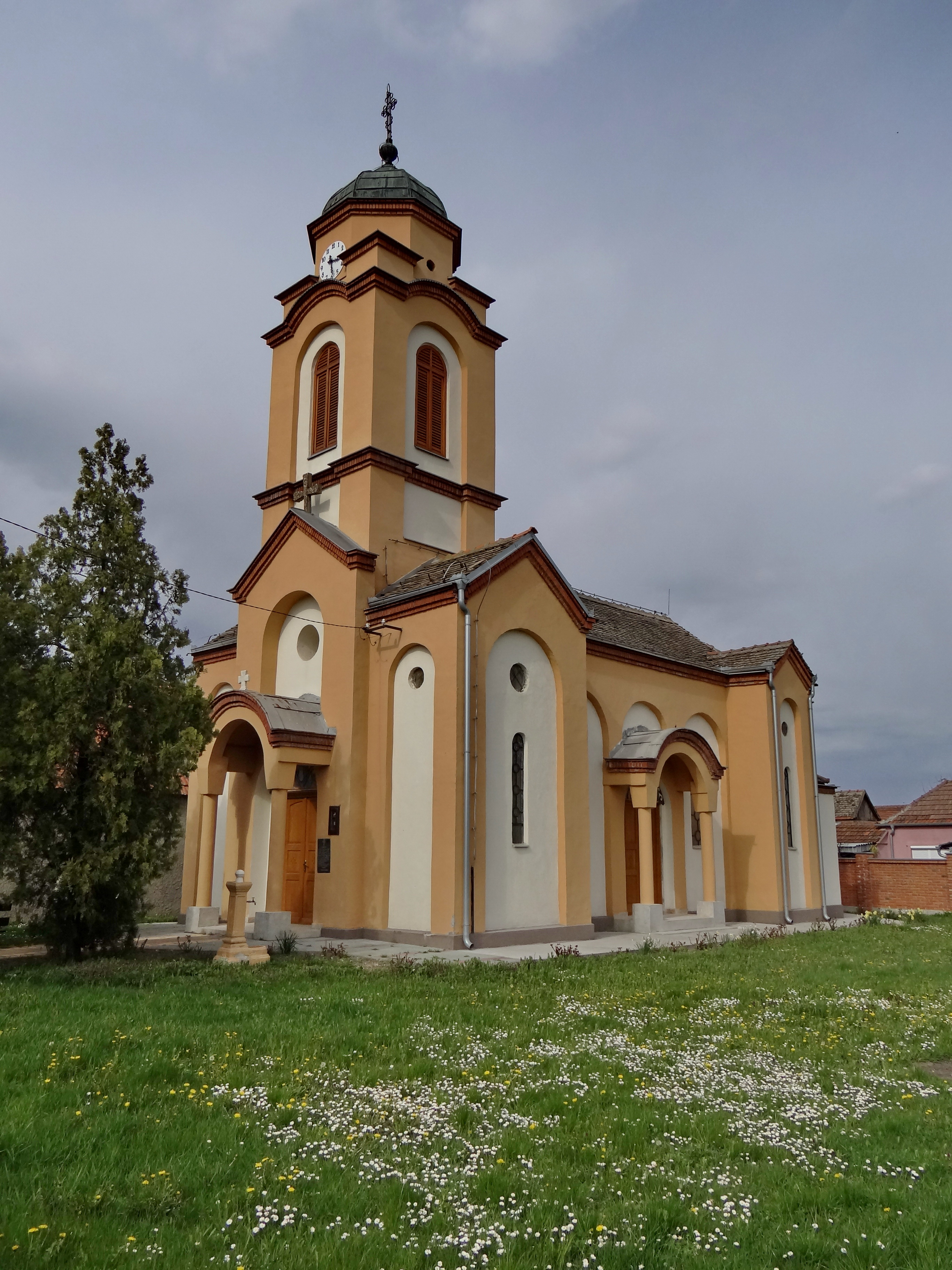
Die Kirche Hl. Apostel Peter und Paul in Donji Tovarnik

Die Kirche Hl. Apostel Peter und Paul (serbisch: Црква Светих апостола Петра и Павла, Crkva Svetih apostola Petra i Pavla) im Dorf Donji Tovarnik, in der Opština Pećinci, ist eine serbisch-orthodoxe Kirche in der nordserbischen autonomen Provinz Vojvodina.
Das von 1969 bis 1971 erbaute Kirchengebäude, ist dem Patronat der Hll. Apostel Peter und Paul anvertraut und ist die Pfarrkirche der Pfarrei Donji Tovarnik im Dekanat Pećinci der Eparchie Srem der Serbisch-Orthodoxen Kirche.

## Lage
Das Dorf Donji Tovarnik liegt in der geographischen Region des Podlužje, das einen kleinen Teil der Großlandschaft des Srem, im westlichen Teil der autonomen Provinz Vojvodina, bildet. Das Dorf befindet sich südlich der Gemeindehauptstadt Pećinci.
Die Peter-und-Paul-Kirche steht im Dorfzentrum an der Kreuzung der vier wichtigsten Straßen des Ortes: der Straße Ulica Braće Šovljanski (Norden), Ulica Jožefa Marčeka Dragutina (Osten), Ulica Mile Kojić (Süden) und Ulica Milorada Zorkića (Westen). Die genaue Adresse der Kirche lautet Ulica Braće Šovljanski Nr. 6.
In der Nähe der Kirche stehen unter anderem, die Dorfgrundschule Slobodan Bajić Paja, der Dorfpark mit dem Denkmal für die Opfer des Faschismus zur Zeit des Zweiten Weltkrieges, die Dorfpost, das Dorfrathaus (Haus der lokalen Gemeinschaft) und das Haus des örtlichen Jagdvereins. 
Im dekorativ hergerichteten umzäunten Kirchhof mit einem großen Eingangsportal an der Südwestecke und zwei kleineren Eingängen an der West- und Südseite, stehen neben der Kirche, ein kleiner Kirchbrunnen, ein Sommerpavillon, Blumenbeete, Bäume und Sitzbänke. Das neue Pfarrhaus steht östlich der Kirche.

## Geschichte

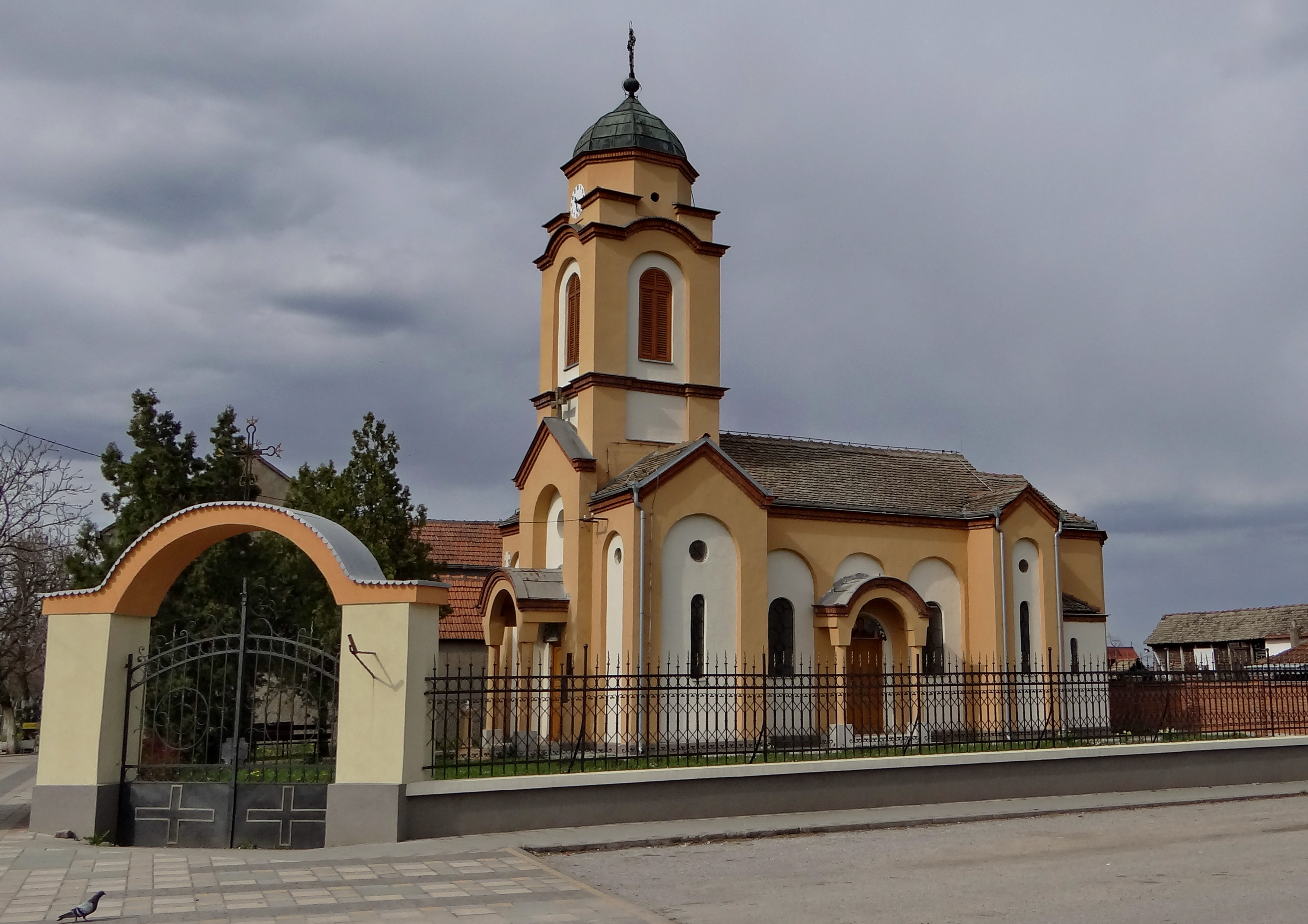
Kirche und Kirchhof von Süden

Vor dem Bau des heutigen Gotteshauses gab es im Dorf mehrere ältere Kirchen. Eine serbisch-orthodoxe Kirche in Donji Tovarnik wurde erstmals im 16. Jahrhundert, während der türkischen Herrschaft erwähnt, als 17 Häuser im Ort verzeichnet waren. Zur Zeit des österreichischen Kaiserreichs und der serbisch-orthodoxen Metropolie Karlovci wurden drei Kirchen gebaut, die den Hl. Aposteln Peter und Paul gewidmet waren.
Das erste Kirchengebäude wurde 1754 aus Korbgeflecht gebaut. 1797 wurde dieses Kirchengebäude, durch eine Kirche aus Holz, mit einem Bretterdach ersetzt. Die dritte Kirche aus festem Baumaterial, wurde zwischen 1807 und 1813 im gotischen Stil von berühmten Handwerkern erbaut: dem Maurer Matijas Šmit, dem Zimmermann Jakov Wehter, dem Blechschmied Ferdinand Hendel und dem Schlosser Kristijan Klug. Die Ikonostase wurde 1846 vom Holzschnitzer Eduard Vladarš angefertigt und 1873 vom bekannten Maler Konstantin Pantelić bemalt, der im Dorf lebte und arbeitete.
Die Kirchglocken wurden, zur Zeit des Ersten Weltkriegs 1917, von den österreichischen Militärbehörden beschlagnahmt und für Kriegszwecke eingeschmolzen. 1924 wurden dank der Bemühungen des Priesters Simeon Gajić und der Gemeindemitglieder neue Glocken beschafft und installiert. Die mehr als hundert Jahre alte Kirche, wurde am 18. Dezember 1943, zur Zeit des Zweiten Weltkriegs von der Wehrmacht zerstört. Von der alten Kirche blieben nur noch 6 Ikonen erhalten. Ein Teil der im heutigen Russland gedruckten liturgischen Bücher aus dem 18. und 19. Jahrhundert blieb ebenfalls erhalten.
Von 1969 bis 1971 wurde im sozialistischen Jugoslawien das heutige Kirchengebäude erbaut. 1982 wurde die Kirche vom damaligen Bischof der Eparchie Srem, Andrej und dem damaligen Bischof der Eparchie Westeuropa (heutige Eparchie von Düsseldorf und ganz Deutschland) Lavrentije, feierlich eingeweiht. 
Das Kirchengebäude wurde von 2013 bis 2014 von außen komplett renoviert. Auch wurde an die Westfassade des Kirchturms eine Uhr installiert. Ebenfalls 2014 stellte die lokale Gemeinschaft Donji Tovarnik ein Pfarrhaus der Pfarrei zur Verfügung.
Am 12. Juli 2021, der Slava der Kirche und des Ortes, feierte die Kirche ihr 50 jähriges Bestehen. Zu diesem großen Jubiläum hielt der Bischof der Eparchie Srem, Vasilije, die Hl. Hierarchische Liturgie und weihte im Anschluss das neu erbaute Pfarrhaus ein. Auch am 12. Juli 2024 besuchte der Bischof den Ort und hielt die Hl. bischöfliche Liturgie. 

## Architektur
Das Kirchengebäude ist in einer modernen Adaption des traditionellen Serbisch-byzantinischen Stils erbaut worden. Die einschiffige Kirche ist mit einer halbrunden Altar-Apsis und zwei kleinen eckigen Nebenapsiden im Osten, kleinen rechteckigen Seitenchören im östlichen Teil des Naos und einem großen Narthex mitsamt einen Kirchturm, den eine einfache Zwiebelturmkappe krönt, im Westen, erbaut worden.
Der Haupteingang der Kirche befindet sich an der Westfassade der Kirche, ein Nebeneingang an der Südseite. Der West- und Südeingang haben säulengestützte Eingangsportale. Über dem Westeingang befindet sich eine Patronats-Freske der Hl. Apostel Peter und Paul. Über dem Südeingang stellt ein Fresko die Allerheiligste Gottesmutter Maria dar. Neben dem Westeingang sind Gedenktafeln angebracht. Die Kirche hat drei Kirchenkreuze, eines auf der Spitze des Kirchturmes, eines über dem Westseingang und das dritte auf der Spitze des westlichen Eingangportals. 
Das Kircheninnere wird von der hölzernen, reich verzierten, mehrstöckigen und mehrtürigen Ikonostase mitsamt Ikonen, im byzantinischen Stil dominiert. Im Kircheninnenraum befinden sich zudem der Gottesmutter- und Bischofsthron, Kronleuchter, Chorgestühl, Wandikonen und Chorständer. Die Kirche verfügt über keinen Chorbalkon im westlichen Kirchenschiff, jedoch sind an der Westwand Gedenkplatten angebracht. Die Kirchenwände sind mit steinernen Fliesenplatten und Wandmalereien von Heiligen geschmückt. Das Gewölbe ist mit einem Firmament und der Abbildung der vier Hl. Evangelisten dekoriert.